# Calanthe bicalcarata
Calanthe bicalcarata là một loài thực vật có hoa trong họ Lan. Loài này được J.J.Sm. mô tả khoa học đầu tiên năm 1907.